# جغرافيا فنلندا

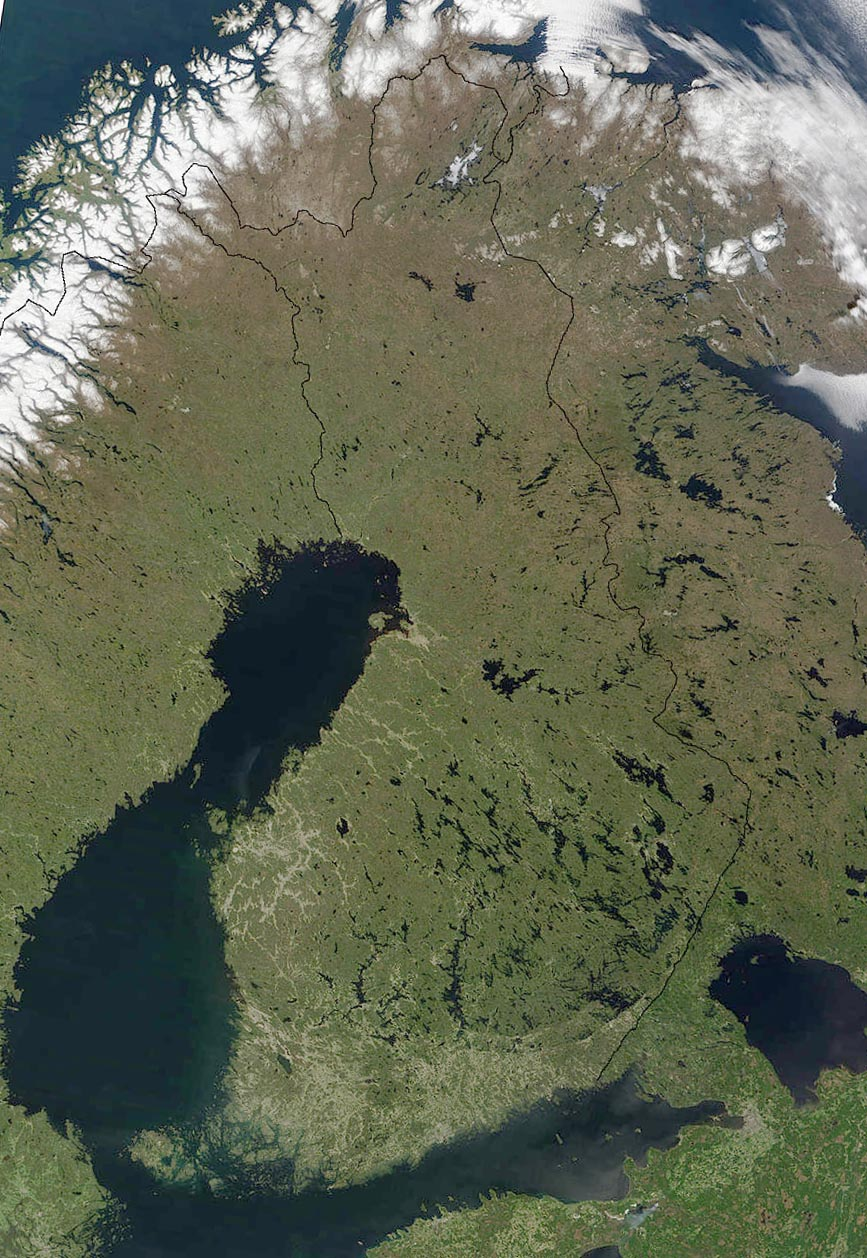
صورة فنلندا بالساتل

جغرافيا فنلندا تتميز عن تلك في بلدان الشمال الأوروبي الأخرى. تطل البلاد على بحر البلطيق وخليج بوتنيا وخليج فنلندا ، بين السويد وروسيا، وفنلندا هي أقصى بلد شمالي بالقارة الأوروبية. و إن كان لدى بلدان أخرى نقاط قد تمتد أكثر شمالا، فكل تفنلندا تقع شمال خط العرض 60 درجة شمالاً، وما يقرب من ربع مساحة الأرض وثلث مدى خطوط عرض البلاد بالكامل يقعان إلى الشمال من الدائرة القطبية الشمالية.

## المناخ
يظهر الجدول التالي التغييرات المناخية على مدار السنة لجغرافيا فنلندا:
| البيانات المناخية لـجغرافيا فنلندا                      | البيانات المناخية لـجغرافيا فنلندا | البيانات المناخية لـجغرافيا فنلندا | البيانات المناخية لـجغرافيا فنلندا | البيانات المناخية لـجغرافيا فنلندا | البيانات المناخية لـجغرافيا فنلندا | البيانات المناخية لـجغرافيا فنلندا | البيانات المناخية لـجغرافيا فنلندا | البيانات المناخية لـجغرافيا فنلندا | البيانات المناخية لـجغرافيا فنلندا | البيانات المناخية لـجغرافيا فنلندا | البيانات المناخية لـجغرافيا فنلندا | البيانات المناخية لـجغرافيا فنلندا | البيانات المناخية لـجغرافيا فنلندا |
| الشهر                                                   | يناير                              | فبراير                             | مارس                               | أبريل                              | مايو                               | يونيو                              | يوليو                              | أغسطس                              | سبتمبر                             | أكتوبر                             | نوفمبر                             | ديسمبر                             | المعدل السنوي                      |
| ------------------------------------------------------- | ---------------------------------- | ---------------------------------- | ---------------------------------- | ---------------------------------- | ---------------------------------- | ---------------------------------- | ---------------------------------- | ---------------------------------- | ---------------------------------- | ---------------------------------- | ---------------------------------- | ---------------------------------- | ---------------------------------- |
| الدرجة القصوى °م (°ف)                                   | 10.9 (51.6)                        | 11.8 (53.2)                        | 17.5 (63.5)                        | 25.5 (77.9)                        | 31.0 (87.8)                        | 33.8 (92.8)                        | 37.2 (99.0)                        | 33.8 (92.8)                        | 28.8 (83.8)                        | 20.9 (69.6)                        | 14.3 (57.7)                        | 11.3 (52.3)                        | 37.2 (99.0)                        |
| أدنى درجة حرارة °م (°ف)                                 | −51.5 (−60.7)                      | −49.0 (−56.2)                      | −44.3 (−47.7)                      | −36.0 (−32.8)                      | −24.6 (−12.3)                      | −7.0 (19.4)                        | −5.0 (23.0)                        | −10.8 (12.6)                       | −18.7 (−1.7)                       | −31.8 (−25.2)                      | −42.0 (−43.6)                      | −47.0 (−52.6)                      | −51.5 (−60.7)                      |
| المصدر: http://ilmatieteenlaitos.fi/lampotilaennatyksia |                                    |                                    |                                    |                                    |                                    |                                    |                                    |                                    |                                    |                                    |                                    |                                    |                                    |